# André Méhat
Pour les articles homonymes, voir Méhat.
André Méhat (1913-1996), est un agrégé, Docteur ès lettres, professeur émérite de grec ancien à l'Université de Nancy, spécialiste des Pères grecs et du Nouveau Testament, et traducteur français.

### Œuvres
- Étude sur les "Stromates" de Clément d'Alexandrie, Patristica Sorbonensia. 7, Paris, Éditions du Seuil, 1966. Thèse de doctorat.
- Comment peut-on être charismatique ?, Paris, Éditions du Seuil , 1976.
- L'Identification du sage stoïcien à la sagesse et ses corollaires dans la pensée religieuse, Paris, Les Belles Lettres, 1980.
- Simon, dit Képhas, Collection Bible et Vie chrétienne, Paris, P. Lethielleux , 1989.

### Traduction
- Origène, Homélies sur les Nombres, Edition bilingue latin-français, Paris, les Éd. du Cerf , 1996-1999. Ensemble de 28 sermons qui n'est parvenu que dans la version latine de Rufin.

### Articles
- Les écrits de Luc et les événements de 70. Problèmes de datation, dans Revue de l'histoire des religions, 1992; 209-2, pp. 149-180.
- 'Quand Kèphas vint à Antioche...' Que s'est il passé entre Pierre et Paul ?, Lumiere Et Vie. 1989; 192:29-42.